# フィリップ・ヴォーヒーズ
フィリップ・ファルカーソン・ヴォーヒーズ（英: Philip Falkerson Voorhees、1792年 – 1862年2月28日）は、アメリカ海軍の士官で、米英戦争に参加し、後に東インド艦隊の司令官となった。

## 経歴
ヴォーヒーズは1792年にニュージャージー州ニューブランズウィックに生まれた。1809年11月15日、士官候補生として海軍に入る。米英戦争勃発後の1812年10月25日、帆走フリゲート・ユナイテッドステーツ（USS United States）の乗員
として、英国海軍のフリゲート・マケドニアン（HMS Macedonian）を拿捕した。1814年4月28日には、帆走戦闘スループ・ピーコック（USS Peacock）の乗員であり、またもや英国の戦闘スループ・エパービアHMS Epervierを拿捕しアメリカ合衆国議会から勲章（silver medal）を贈られている。1814年12月9日には大尉に昇進。
1828年4月24日に中佐に昇進、1838年2月28日には大佐に昇進した。1842年、新造のフリゲート・コングレス（USS Congress ）の艦長に就任し、地中海に向かった。続いて、1843年12月にはダニエル・ターナー（Daniel Turner ）代将のブラジル艦隊に配属された。当時、アルゼンチンとブラジルはウルグアイをめぐって紛争中であり、また英仏も介入していた。米国はこの紛争から距離をおいてはいたが、貿易保護のため南米に艦隊を派遣していた。1844年9月29日、ヴォーヒーズはモンテビデオ沖でアルゼンチンの武装スクーナーを拿捕した。この行動は「やりすぎ」であり、米国とアルゼンチンの関係は悪化した。
このため、ヴォーヒーズは1845年に軍法会議にかけられることになるが、結果は無罪であった 。数カ月の謹慎を経て、1847年にはジェームズ・ポーク大統領により、軍人としての全ての地位、権利を取り戻した。
1850年、東インド艦隊の司令官となり、旗艦の戦闘スループ・プリマス（USS Plymouth）と共にアジアに向かう。1851年に帰国。
1855年、予備役に編入。南北戦争勃発時に現役に復帰するよう要請されたが、数ヶ月後の1862年2月26日に、メリーランド州アナポリスで死亡した。